# James Eells
James Eells   (Cleveland, 25 d'octubre de 1926 - Cambridge, 14 de febrer de 2007) va ser un matemàtic estatunidenc.

## Vida i obra
Nascut a Cleveland, Ohio, va ser escolaritzat a la Western Reserve Academy de Hudson (Ohio). El 1947 es va graduar al Bowdoin College de Brunswick (Maine) i, a continuació, va ser professor del Robert College (ara universitat de Boğaziçi) a Istanbul, Turquia i, després, de l'Amherst College d'Amherst (Massachusetts). Va obtenir el seu doctorat a la universitat Harvard el 1954.
Va ser professor a les universitats de Berkeley, de Colúmbia i de Cornell abans d'incorporar-se el 1969 a la universitat de Warwick a Coventry, Anglaterra. El 1986, va establir el departament de matemàtiques del Centre Internacional de Física Teòrica (ICTP) a Trieste, Itàlia, el qual va dirigir fins que es va retirar el 1992. En reirar-se va fixar la seva residència 
a Cambridge on va continuar fent recerca en aplicacions harmòniques. Va ser guardonat amb el Premi Berwick Senior en reconeixement de les seves contribucions a les matemàtiques.
Va ser autor de cinc llibres i més de vuitanta articles en revistes científiques. És recordat pels seu treballs en el camp de les aplicacions harmòniques. En concret, el seu influent article de 1964, titulat Harmonic Mappings of Riemannian Manifolds, va proporcionar eines per a nous desenvolupaments de la teoria.